# John Heywood (industriel)
Pour l’article homonyme, voir John Heywood.
John Heywood (né à Manchester en Angleterre en 1771 et mort à La Broque dans le Bas-Rhin le 10 novembre 1855) est un industriel britannique. Parce qu'il a introduit l'industrie cotonnière dans les Vosges au début du XIXe siècle, lors du blocus continental, il est considéré comme le véritable pionnier de l'industrie textile dans les Vosges.

## Biographie
Né à Manchester, en pleine révolution industrielle, cet ingénieur anglais est fait prisonnier des Français lors des guerres napoléoniennes ; il crée une usine de textile sur Senones et Moyenmoutier, la première filature de coton des Vosges. Pour ce faire, il s'associe avec deux représentants d'une société de Nancy. En 1806, il achète l'Abbaye de Senones, puis la bibliothèque et la cour intérieure de celle-ci. En 1810, il baptise son usine Saint Maurice. Il est ainsi à la base d'un développement industriel qui transformera profondément la région. En 1818, il achètera le château des princes de Salm qui sera appelée la filature du château. Entre 1825 et 1830, il monte un tissage mécanique à La Broque (canton de Schirmeck, arrondissement de Saint-Dié) dans un ancien pavillon de chasse des princes de Salm. Des extensions textiles ont lieu à Lutzelhouse et à Mühlbach-sur-Bruche.
Il avait épousé Marie Charlotte Duperrier, une bordelaise, en 1800. Heywood se lança dans l'aventure du tissage mécanique, mais s'effaça rapidement devant son fils et son gendre. Sa fille a épousé Aimé-Benoît Seillière, industriel du tissage de laine à Reims, qui est ensuite devenu son associé. John Heywood était propriétaire d'une demeure néocoloniale à Vipucelle, sur la commune de La Broque.